# Jera
Jera (lat. Anthias anthias) pripada obitelji vučica  (lat. Serranidae). Ova mala riba kod nas ima nekoliko drugih naziva kao što su matulić barjaktar, kirnjica, crvena barjaktarka, crveni crnej,...Oblikom svog tijela tijela i bojama razlikuje se od svih ostalih pripadnika svoje obitelji kod nas. Naraste do najviše 27 cm duljine. Tijelo joj je ovalnog oblika, žarko svjetlocrvene do ružičaste boje, s dvjema žutim prugama na glavi.
Donja peraja joj je žute boje te je dosta dugačka. Živi u jatima na kamenitim terenima, najčešće na dubinama između 50 i 50 m iako zna zaći i do 300 m. Hrani se manjim ribama i račićima i vrstan je grabežljivac kao i druge vučice. Meso je mekano i ukusno, ali puno kostiju. Razmnožava se između lipnja i rujna.

## Zanimljivost
Kao i mnoge ribe iz porodice vučica i jera je protogini hemafrodit. Sve mlađe jedinke su ženke, a sa starenjem dio njih se pretvara u mužjake. Produljava im se repna peraja, boje postaju još jarkije, a oko usta im se formira niz plavih točkica.

## Rasprostranjenost
Jera živi u suptropskom pojasu Atlantika, od Portugala do Angole (postoje tvrdnje da se stanište proteže i do obala Namiibije), kao i diljem Mediterana.

## Poveznice
|  | Zajednički poslužitelj ima još gradiva o temi Jera |
|  | Wikivrste imaju podatke o taksonu Jera             |